# Detroit Pistons 1972-1973
La stagione 1972-73 dei Detroit Pistons fu la 24ª nella NBA per la franchigia.
I Detroit Pistons arrivarono terzi nella Midwest Division della Western Conference con un record di 40-42, non qualificandosi per i play-off.

## Roster
| N° | Naz.                   | Ruolo | Sportivo       | Anno | Alt. | Peso |
| -- | ---------------------- | ----- | -------------- | ---- | ---- | ---- |
| 8  | Stati Uniti (bandiera) | A     | Willie Norwood | 1947 | 201  | 100  |
| 10 | Stati Uniti (bandiera) | A     | Don Adams      | 1947 | 198  | 95   |
| 15 | Stati Uniti (bandiera) | G     | John Mengelt   | 1949 | 188  | 88   |
| 16 | Stati Uniti (bandiera) | C     | Bob Lanier     | 1948 | 211  | 113  |
| 18 | Stati Uniti (bandiera) | A     | Curtis Rowe    | 1949 | 201  | 102  |
| 20 | Stati Uniti (bandiera) | AC    | Jim Davis      | 1941 | 206  | 102  |
| 21 | Stati Uniti (bandiera) | G     | Dave Bing      | 1943 | 191  | 82   |
| 22 | Stati Uniti (bandiera) | G     | Stu Lantz      | 1946 | 191  | 79   |
| 25 | Stati Uniti (bandiera) | A     | Fred Foster    | 1946 | 196  | 95   |
| 26 | Stati Uniti (bandiera) | G     | Harvey Marlatt | 1948 | 191  | 84   |
| 31 | Stati Uniti (bandiera) | G     | Justus Thigpen | 1947 | 185  | 73   |
| 33 | Stati Uniti (bandiera) | A     | Bob Nash       | 1950 | 203  | 88   |
| 42 | Stati Uniti (bandiera) | GA    | Chris Ford     | 1949 | 196  | 86   |
| 51 | Stati Uniti (bandiera) | AC    | Erwin Mueller  | 1944 | 203  | 104  |

## Staff tecnico
- Allenatori: Earl Lloyd (2-5) (fino al 29 ottobre)[1], Ray Scott (38-37)
- Vice-allenatore: Ray Scott (fino al 29 ottobre)